# Sorrisi e canzoni (album)
Sorrisi e canzoni è il quinto album in studio del gruppo musicale italiano Audio 2, pubblicato nel 2002 dalla PDU.

## Descrizione
Il disco contiene sia brani inediti che brani già conosciuti. Tra questi ultimi, alcuni scritti per Mina, tra i quali Acqua e sale, Metti uno zero e Non c'è più audio, ed alcuni provenienti da album precedenti, come Sì che non sei tu.

## Tracce
1. Naufragati
2. Acqua e sale
3. Fammi riprovare
4. Neve
5. Sorrisi e canzoni
6. Raso
7. Si che non sei tu
8. Rotola la vita
9. Metti uno zero
10. Un fremito costante
11. Specchi riflessi
12. Io ho te
13. Non c'è più audio